# Kościół św. Krzyża w Cieszynie
Kościół św. Krzyża w Cieszynie – barokowa świątynia pochodząca z początku XVIII w. znajdująca się w centrum miasta, przy ulicy Księdza Leopolda Szersznika.

## Historia
Początkowo w tym miejscu znajdowała się kaplica wzniesiona w 1648 roku, która przekazana została zakonowi jezuitów po ich przybyciu do Cieszyna w 1670 r. Jezuici znaleźli wśród cieszyńskiej szlachty wielu sprzymierzeńców – jeden z nich, starosta ziemski Adam Wacław Paczyński, wystawił zakrystię i ambonę, a w 1712 r. ufundował konwikt (który miał być zarządzany przez jezuitów) dla 16 biednych szlacheckich chłopców, szukających nauki w Cieszynie. Kaplica mogła w tym czasie pomieścić ok. 500 osób i wraz z napływem wiernych doceniających jezuickie kazania, w 1707 roku została przekształcona w kościół pod wezwaniem Świętego Krzyża. Po kasacie zakonu w 1773 r. kościół przekształcono w kościół gimnazjalny i służył głównie uczniom z cieszyńskiego gimnazjum. W latach 1781–82 staraniem ks. Leopolda Szersznika przeprowadzono rozbudowę kościoła, świątynia uzyskała m.in. sklepienie oraz wieżę. Po pożarze w 1789 r. kościół został odrestaurowany w stylu barokowym. Wtedy też powstał nowy ołtarz główny w stylu klasycystycznym, z płaskorzeźbami przedstawiającymi sceny Ukrzyżowania i Ostatniej Wieczerzy. Kościół był odnawiany jeszcze wielokrotnie w XIX i XX wieku, a jedna z większych renowacji odbyła się w 1862 roku i obejmowała przebudowę wieży kościelnej.
W 1773 r. zakon jezuitów został rozwiązany. Rezydencja jezuitów w Cieszynie została sprzedana, gimnazjum przejęło państwo, kościół św. Krzyża zamieniono na kościół gimnazjalny. Jego nadzorcą został ks. Szersznik, który w 1782 r. zasklepił wnętrze i wzniósł wieżę z hełmem, zwieńczonym ośmioboczną latarnią. Kierował też odbudową kościoła po pożarze w 1789 r. W 1794 r. ufundowano nowy ołtarz według projektu Andreasa Kaspara Schweigla (obecnie bez nadstawy). Według jego projektu powstały zapewne, także dwa boczne ołtarze oraz ambona. Wzniesiono też późnobarokowy chór.
Kościół należał do 2005 r. do parafii św. Marii Magdaleny. Następnie został wydzierżawiony zakonowi franciszkanów, którzy prowadzą dom rekolekcyjny w sąsiednim budynku dawnego klasztoru jezuitów. Klasztor franciszkanów i kościół należą obecnie do Prowincji Wniebowzięcia Najświętszej Maryi Panny Zakonu Braci Mniejszych w Katowicach.

## Architektura
Kościół św. Krzyża ma charakter budowli stylu późnobarokowym. Jest jednonawową, trójprzęsłową świątynią na rzucie prostokąta. Nawa kościoła (z wieżą w części środkowej) zamyka apsyda, za którą jest wydzielona zakrystia, dawna zakrystia i składzik. W przyziemiu mieści się kruchta, która jest otwarta do nawy trzema arkadami o łuku koszowym, w stiukowych obramieniach. Ściany nawy zostały podzielone filarami o wklęsłych narożnikach, które objęte są przez jońskie pilastry oraz półpilastry. W wyposażeniu zachowały się późnobarokowy ołtarz główny, barokowo-klasycystyczna ambona oraz barokowy chór muzyczny. Część ołtarzowa, skierowana jest ku północy i zasklepiona została hemisferycznie z lunetami. Sklepienia kościoła o formie żaglastej, zostały wydzielone szerokimi gurtami. Sklepienia zakrystii zostały sklepione kolebkowo o łuku segmentowym, a w dawnej zakrystii kolebkowo z lunetami. W nawie i prezbiterium zachowała się dziewiętnastowieczna posadzka marmurowa o dwubarwnym wątku. Z przełomu XVIII i XIX w. pochodzą obrazy Ukrzyżowania (ołtarz główny) i Matki Bożej (ołtarz boczny).
Późnobarokowa fasada z XVIII wieku jest trójosiowa i została podzielona pilastrami jońskimi. Na jej osi znajduje się kamienny portal, który został zwieńczony łukiem koszowym z falistym przyczółkiem. Nad portalem jest widoczne okno zamknięte łukiem koszowym z główką putta w zworniku.
Elewację zdobią figury św. Franciszka z Asyżu i św. Józefa z Dzieciątkiem (umieszczone w niszach sklepionych hemisferycznie), zapewne ze względu na osobę cesarza Franciszka Józefa I, wymienionego na tablicy renowacyjnej we wnętrzu świątyni po lewej stronie od wejścia.

Górną kondygnację fasady od połaci dwuspadowego i jednopołaciowego dachu oddziela cokół, zza którego widoczna jest kwadratowa wieża z tarczami zegarowymi. W narożnikach wieży zostały utworzone kompozytowe pilastry. Na osi wieży znajduje się owalne okno, powyżej którego, po czterech stronach wstawiono okna zamknięte łukiem półkolistym. Hełm wieży jest czteropołaciowy z ośmioboczną latarnią. W bocznej elewacji nawy znajdują się duże okna zamknięte nadwieszonym łukiem półkolistym, z szerokimi obramieniami ze zwornikami. Elewacja części prezbiterialnej obejmują pilastry, z oknami w dwu strefach.

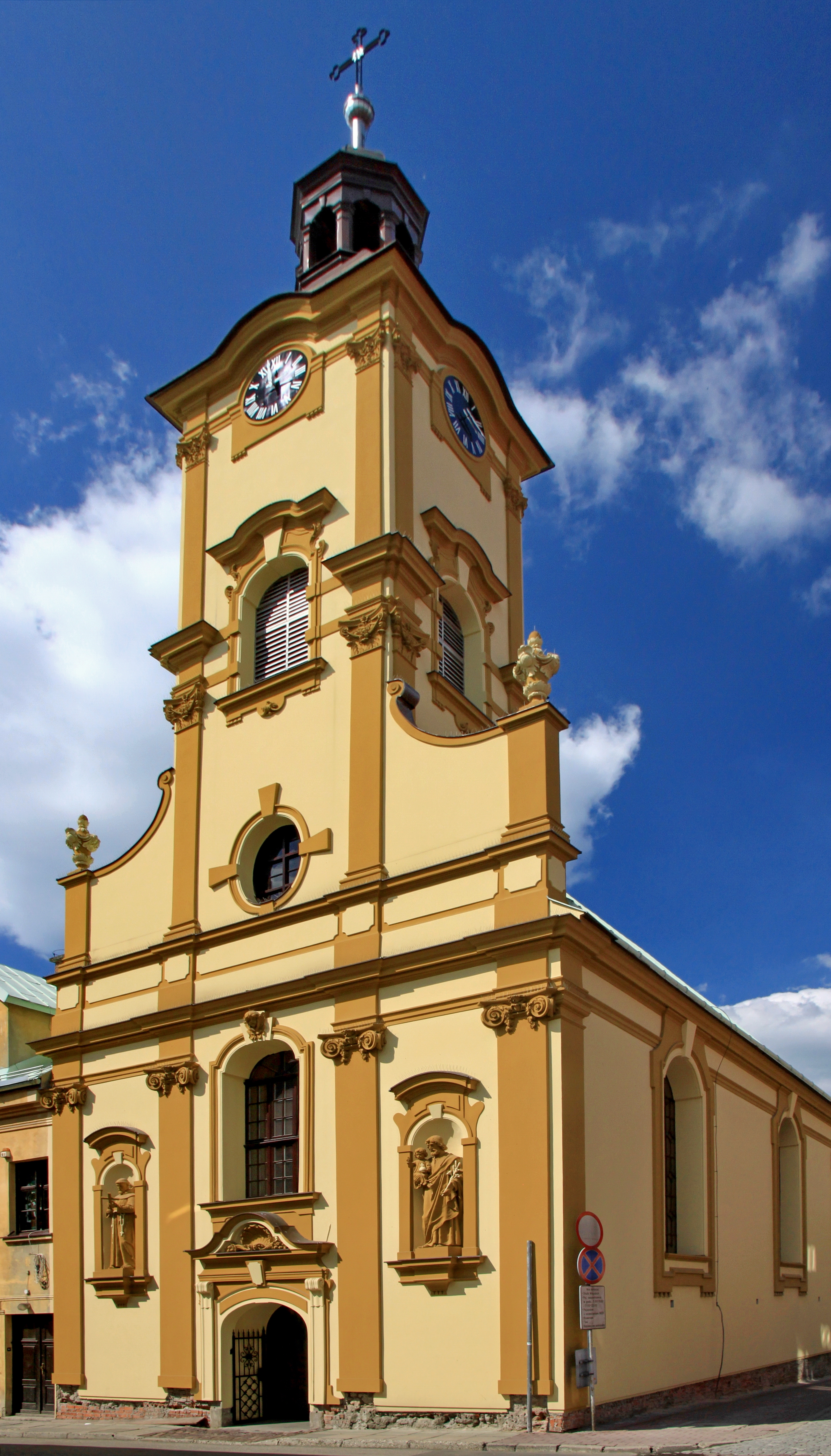
Widok z ul. ks. Leopolda Szersznika
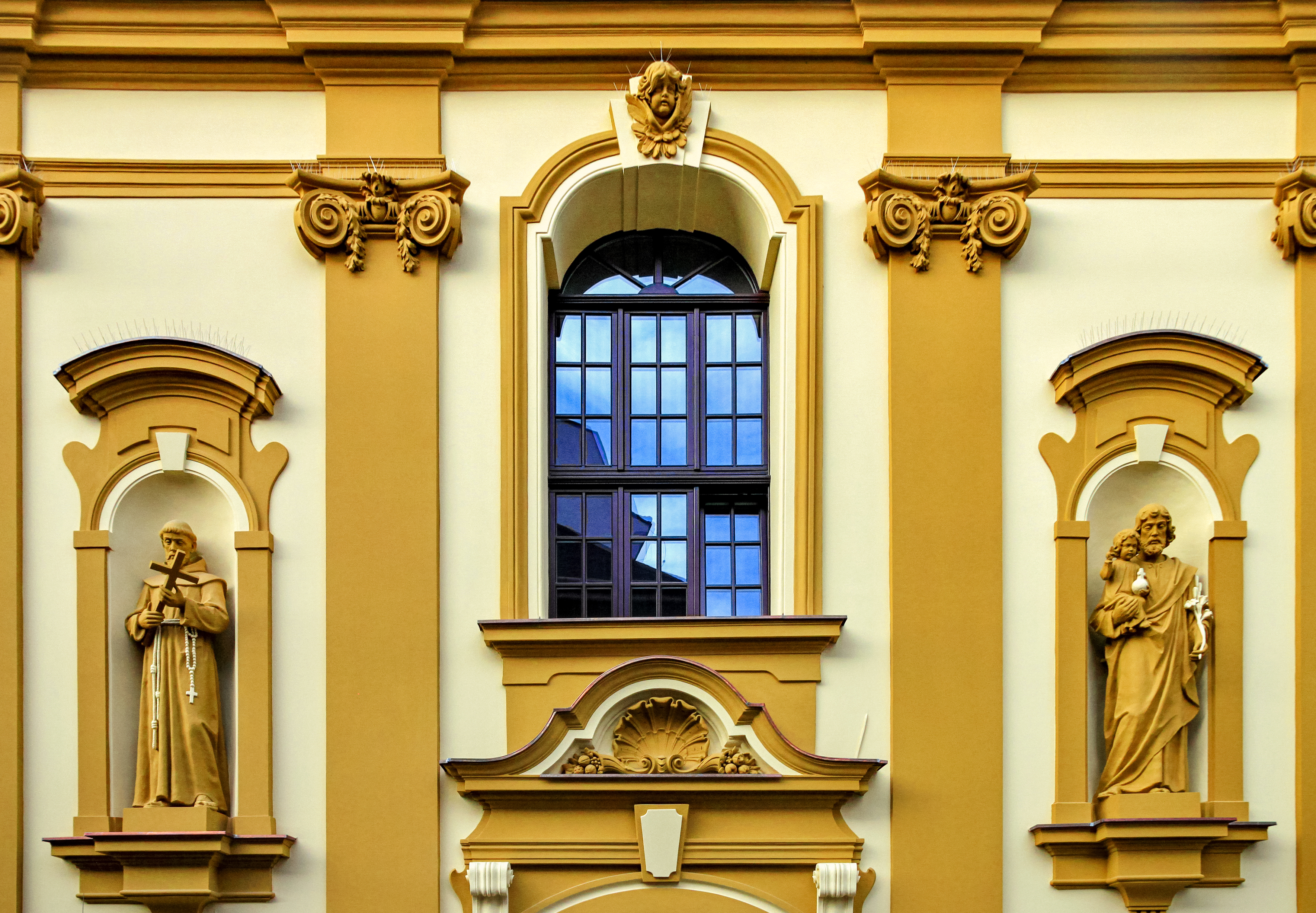
Fasada kościoła
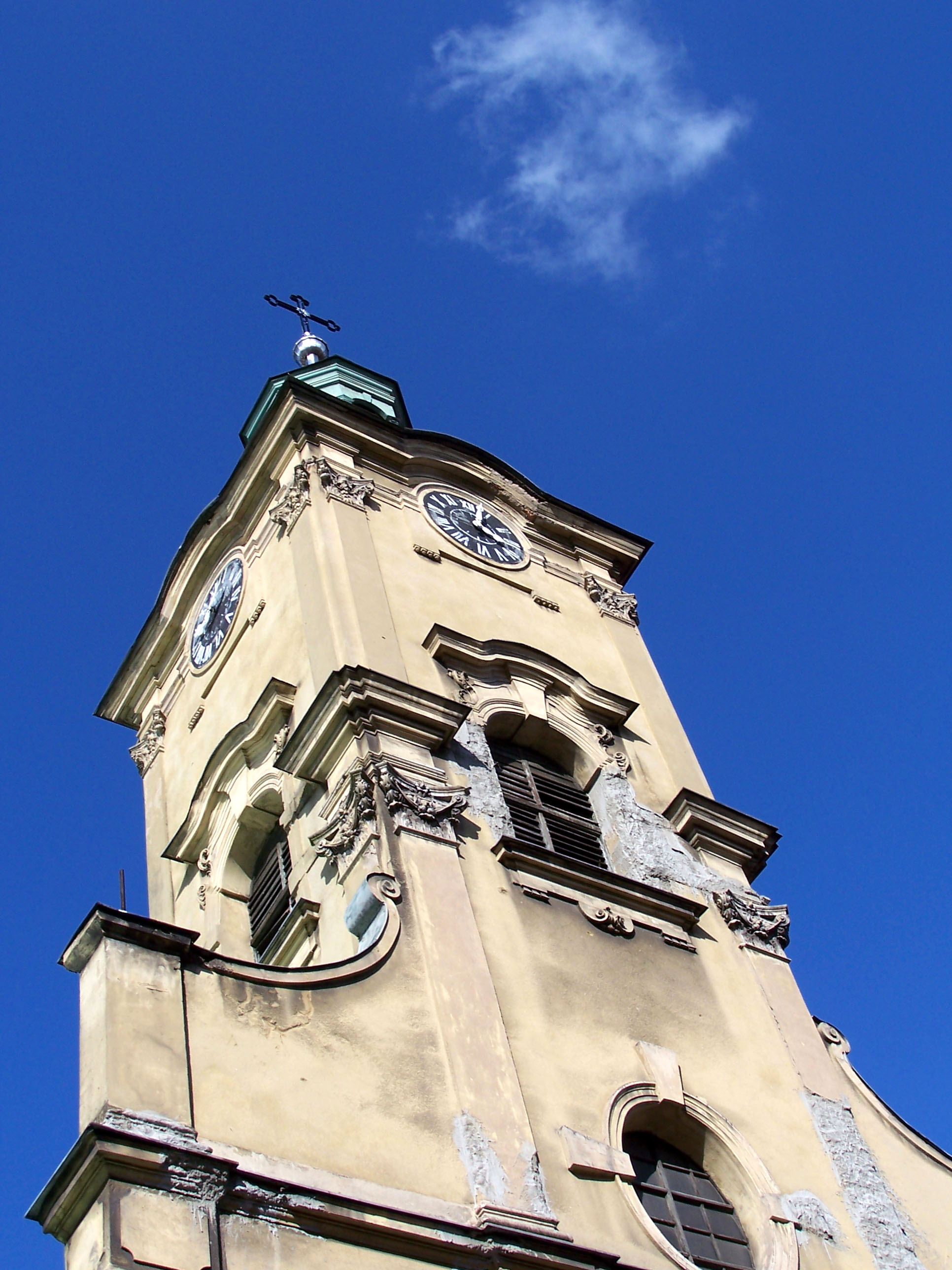
Wieża kościelna